# کوانتش
در فیزیک  کوانتش  یا کوانتومش (به انگلیسی: quantization) روند گذار از درک کلاسیکی از پدیده‌های فیزیکی به درک جدیدتر شناخته شده به عنوان مکانیک کوانتوم است. این روش برای ساختار نظریه میدان‌های کوانتومی بر مبنای تئوری میدان (فیزیک) است. در کل این روش برای ساخت مکانیک کوانتوم بر مبنای مکانیک کلاسیک بود.
کوانتشِ میدانی فرایند کوانتیدن یا کوانتومیدن میدان الکترومغناطیسی است که در این فرایند فوتون‌ها کوانتم میدانی هستند. این فرایند مبنای تئوری‌هایی چون فیزیک ذرات، فیزیک هسته‌ای، فیزیک ماده چگال و نورشناخت کوانتومی است. کوانتومش، میدان کلاسیک را به حالت کوانتومی تبدیل می‌کند که در آن حالت خلاء کم‌ترین حالت انرژی است. از بارزترین نیازها برای انجام روند کوانتومش استفاده از بازبه‌هنجارسازی است. یکی از نخستین روش‌ها که برای کوانتیدن، کوانتش کانونیک بود گرچه روش‌های دیگری نیز وجود دارند که در بیشتر شرایط برای محاسبهٔ دامنه‌های کوانتومی بیشتری مورد استفاده واقع می‌شوند.

## کوانتش کانونیک
کوانتش کانونیک (به انگلیسی: Canonical quantization) در فیزیک یک رویه برای اندازه‌گیری یک نظریه کلاسیک است که سهمی در ساختار رسمی، مانند تناسب نظریه کلاسیک دارد.
به‌طور تاریخی کوانتش کانونیک روش هایزنبرگ برای بدست آوردن مکانیک کوانتم نبود بلکه دیراک آن را در پایان‌نامه دکترای خود در سال۱۹۲۶ با عنوان روش کلاسیک برای کوانتش معرفی کرد و به شرح آن در متن کلاسیک خود پرداخت. کلمه کانونیک از نزدیک بودن هامیلتونی به مکانیک کلاسیک به وجود آمده که در آن حرکت‌های سیستم به وسیلهٔ براکت‌های پواسون کانونیک، ساختاری که فقط در کوانتش کانونیک حفظ می‌شود، ایجاد می‌گردد.
این روش توسط دیراک در ساختار الکترو دینامیک کوانتمی بیشتر به معنی نظریه میدان کوانتمی استفاده می‌شد. در نظریه میدان، این روش همچنین کوانتش ثانویه نامیده می‌شود که در مقابل کوانتومش اولیه نیمه کلاسیک برای ذرات واحد است.

## دیگر روش‌های کوانتومش
- کوانتش ویگنر-وایل (به انگلیسی: Wigner–Weyl transform)
- کوانتش هندسی (به انگلیسی: Geometric quantization) که با استفاده از ریاضیات و بر مبنای درک کلاسیک انجام می‌شود.
- کوانتش حلقه‌ای (به انگلیسی: Loop quantization)
- کوانتش دگرشکلی (به انگلیسی: Deformation quantization)
- کوانتش جدایی ناپذیر (به انگلیسی: Path integral quantization)
- کوانتش مکانیک آماری کوانتومی (به انگلیسی: Quantum statistical mechanics approach)
- کوانتش مکانیک تغییری شوازینگر (به انگلیسی: Schwinger's variational approach)

## پیوندها
- کوانتش کانونیک